# Metrodor (militar)
Metrodor (grec antic: Μητρόδωρος, llatí: Metrodorus) fou un militar macedoni, oficial de Filip V de Macedònia.
L'any 202 aC els habitants de l'illa de Tasos la van rendir davant del setge que els havia imposat, amb la condició que no s'hi establís cap guarnició ni haguessin de pagar tribut, i poder mantenir les seves pròpies lleis internes. Una vegada l'illa havia capitulat, Filip va trencar l'acord i va reduir als illencs a l'esclavatge, segons que explica Polibi, qui diu que Filip estava molt descontent de Metrodor, però no n'explica les causes.
Podria ser la mateixa persona que el Metrodor que apareix com ambaixador macedoni a Rodes el 168 aC, esmentat també per Polibi.